# 창선감의록
《창선감의록》(彰善感義錄)은 조선시대 때 조성기가 지은 것으로 알려진 고전소설이다. 저작연대는 1830년(순조 30년) 이전으로 보인다. 제목의 의미는 '착함[善]을 드러내어[彰] 의롭게 감화시키는 이야기'이다.

## 줄거리
중국 명나라 가정제 연간. 화씨 집안의 화욱에게는 부인이 셋 있었는데, 이중 첫째 부인 심씨와의 사이에서 아들 화춘을, 셋째 부인 정씨와의 사이에서 화진을 낳는다. 화진이 총명하고 뛰어난 반면 화춘은 음탕하고 흉악했으므로 화욱은 화진을 총애한다. 이에 화춘과 그 어머니 심씨는 앙심을 품고 화진을 미워하지만 화욱의 누나 성부인이 엄격하여 대놓고 드러내지는 못했다.
조정이 간신 엄승상에게 장악당하고, 남어사가 엄승상을 탄핵으나 도리어 유배를 가게 된다. 화욱은 오가는 정세에 실망하여 고향인 소흥(紹興, 현재의 중국 사오싱시)으로 내려간다. 화춘은 임소저와 혼인하고, 화진은 마침 화씨 집안을 방문한 윤시랑과의 통혼을 통해 윤시랑의 딸 윤옥화와 당시 윤시랑의 양녀였던 남채봉과 정혼하게 된다. 그러다가 화욱과 정씨가 병을 얻어 죽게 되었고 화씨 집안은 화부인이 전담하게 됐다.
한편 남씨 집안은 남어사가 탄핵되어 악주(岳州, 현재의 중국 웨양시)로 내려가다 형주(荊州, 현재의 중국 징저우시)에서 엄승상의 부하들을 만나게 되고 부모자식이 헤어지게 되었다. 강물에 몸을 던진 남어사 부부는 신선 곽공을 만나 목숨을 건진다. 시녀와 함께 도망친 남채봉은 친척이었던 진씨 집안에 의탁하게 되고 이곳에서 진제독의 딸 진채경과도 친해진다. 마침 진제독의 처 오씨와 친척이었던 윤시랑이 남채봉을 만나 양녀로 삼게 되었던 것이다.
진씨 집안의 진채경은 본래 윤시랑의 아들 윤여옥와 정혼한 관계였다. 그런데 엄승상의 양아들 조문화가 진채경의 미모를 보고 아들과 억지로 혼인하도록 압박하자, 진채경은 남장을 하고 달아나 오빠의 집에 의탁한다. 달아나던 중에 백경을 만나고 진채경은 약혼자 윤여옥로 가장한다. 백경이 자기 누이와 혼인해달라고 부탁하자 진채경은 부모님께 말해본다고 하고 헤어진다.
화진은 윤여옥과 자형 유성양과 함께 과거에 합격해 승승장구한다. 그런데 화부인이 아들 성준과 함께 화씨 집안을 떠나게 되었고 심씨와 화춘은 노골적으로 화진을 괴롭히기 시작했다. 화춘은 기생 조월향과 범한과 장평이라는 두 악한과 어울리게 됐고, 범한의 계략으로 화진은 서자로 강등당한다. 또 조월향이 남채봉에게 독약을 먹여 죽이려 하나 남채봉은 간신히 달아난다. 화진은 범한이 조작한 살인사건에 휘말려 옥에 갇히게 되나, 화진의 성품을 알아본 하춘해 등의 도움으로 간신히 처형을 면한다.
장평은 엄승상의 아들 엄세번이 혼인 상대를 구한다는 이야기를 듣고 화진의 아내 윤옥화를 보내서 이득을 취할 계략을 꾸민다. 그런데 윤옥화의 쌍둥이 남동생 윤여옥이 이를 알고 윤옥화로 감쪽같이 변장하여 엄씨 집안으로 들어간다. 윤옥화로 변장한 윤여옥은 엄세번을 꼬드겨 화진을 살리도록 꼬드긴다. 윤여옥은 엄승상의 딸 엄월화와 여자인 척 동침했다가 남자임을 밝히고 엄월화와 혼인 가약을 맺은 뒤 엄씨 집안에서 달아난다.
화진은 유배를 가게 된다. 유배를 가던 중 범한이 보낸 자객들에게 죽을 뻔하지만 유성희라는 장수의 도움으로 살아난다. 유배지에서 선인 곽공을 만나 병법을 배우면서, 곽공과 인연이 있었던 남어사 부부와 만나서 남채봉이 살아있음을 알린다. 남어사 부부는 이후 남채봉과 다시 만난다. 한편 심씨와 화춘은 화진이 자신들을 용서하자 개과천선하여 착한 사람이 되었다.
이 당시 해적 서산해가 난을 일으키자, 화진이 백의종군하여 서산해를 토벌하여 공을 세운다. 화진의 능력을 인정한 조정에서는 그를 장수로 임명하고 남방을 평정하게 한다. 화진이 남방을 평정하고 돌아오자 천자는 화진에게 진국공(晋國公)의 봉작을 내리고, 그의 아내들에게도 봉작을 내린다. 남채봉이 화진에게 돌아오고 윤여옥도 진채경, 백경의 누이와 혼인하며, 엄월화를 첩으로 맞는다. 이후 화진은 진나라 왕이 되었고 그 자손들이 대대손손 번창한다.

## 등장인물

### 화씨 집안
- 화진(花珍): 자는 형옥. 화욱의 정부인의 아들.

- 화춘(花瑃): 자는 경옥. 화욱과 심부인의 아들. 어려서부터 아버지 화욱이 자기보다 화진을 더 총애하자 이를 못마땅하게 여기고 어머니 심부인과 함께 화진을 괴롭힌다.

- 심부인(沈夫人): 화욱의 첫째부인이며, 화춘의 친어머니. 화욱이 화춘보다 화진을 총애하자 화진을 구박하고, 화욱과 정부인이 죽은 후 장평, 범한, 조씨 등의 계교에 혹해 화진을 귀양보내는 데 일조한다.

- 요부인(姚夫人): 화욱의 둘째부인. 딸인 태강소저를 낳고 얼마 지나지 않아 죽는다.

- 정부인(鄭夫人): 화욱의 셋째부인이며, 화진의 친어머니.

- 화빙선(花聘仙): 태강(太姜)소저로 불린다. 화욱과 요부인의 딸.

- 화욱(花郁): 명나라 초기의 장수 화운(花雲)의 7대 손으로 여양후 벼슬에 있었다. 조정에 간신이 득세하자 화진의 조언을 따라 벼슬을 내려놓고 고향 소흥부로 돌아온다.

- 화부인(花夫人): 화욱의 누나이며 태상경 성염(成琰)의 부인이다. 성염이 죽은 후 동생 화욱의 집에서 아들 성준(成儁)과 함께 지내고 있다.

- 임소저(林小姐): 화춘의 부인으로 정숙하지만 유약한 성격. 조월향의 모함으로 쫓겨난다.

- 조월향(趙月香): 화춘이 임소저 대신 새로 들인 첩. 머지 않아 임소저를 쫓아내고, 동서지간인 남채봉도 죽이려 한다.

### 윤씨 집안
- 윤옥화(尹玉花): 자는 홍염. 윤여옥의 쌍둥이누나.

- 윤여옥(尹汝玉): 자는 장원. 윤옥화의 쌍둥이동생이다.

- 윤혁(尹爀): 윤시랑. 자는 중회이다. 쌍둥이의 아버지이며 화씨 집안의 화욱과는 친한 사이.

### 남씨 집안
- 남채봉(南彩鳳): 자는 광아. 화씨 집안의 화진과 혼인하였으나, 아버지 남표가 귀양을 가게 되어 집을 떠났다가 해적을 만나 부모님과 헤어지게 된다. 이후 진씨 집안에 신세를 지며 진채경과 친해진다.

- 계앵(季鶯): 남채봉의 시녀로 남채봉이 부모님과 헤어져 홀몸이 되었을 때 그녀를 도와 진씨 집안에 묵게 한다.

- 남표(南標): 남어사. 자는 자평이다. 남채봉의 아버지. 엄숭을 비판하는 상소를 올렸다가 역으로 공격당해 귀양을 가게 되고, 귀양 도중 딸과 헤어진 뒤 신선 곽선공과 만나 함께 지낸다.

- 한부인(韓夫人): 남표의 부인이며 남채봉의 어머니.

### 진씨 집안
- 진채경(陳彩瓊): 윤씨 집안의 윤여옥과 정혼한 사이였으나, 엄숭의 양아들 조문화가 혼인을 요청하자 남장하고 가출한다.

- 진창운(陳昌雲): 진채경의 오빠.

- 진형수(陳衡秀): 진제독. 자는 평중이다. 진채경의 아버지. 진채경과 조문화의 결혼 문제로 모함을 당해 감옥에 갇힌다.

- 오부인(吳夫人): 진채경의 어머니이며, 윤씨 집안의 윤혁과는 사촌관계이다.

### 엄씨 집안
- 엄월화(嚴月華): 엄숭의 딸. 윤여옥이 누나 대신 여장하고 엄씨 집안에 들어왔을 때 그가 남자임을 알고 정혼한다.

- 엄세번(嚴世藩): 엄숭의 아들.

- 조문화(趙文華): 엄숭의 양아들. 진채경에게 반해서 억지로 정혼하려 하나 진채경이 달아나는 바람에 실패한다.

- 엄숭(嚴崇): 실존인물인 간신배. 충신들을 모함하여 제거하고 조정을 어지럽히다가 나중에 쫓겨난 이들이 복귀하자 반대로 쫓겨난다.

### 기타 인물
- 유성양(柳聖讓): 유담의 아들로 태강소저와 약혼한다.

- 백경(白瓊): 자는 성고. 남장한 진채경과 만나는데, 진채경을 윤여옥인 줄 알고 자기 여동생과 정혼시킨다.

- 범한(范漢): 화춘의 친구. 화춘의 첩 조월향과 모의하여 화진을 귀양보내는 데 일조한다.

- 장평(張平): 화춘의 친구. 윤여옥을 엄씨 집안에 바칠 계략을 꾸미지만 윤옥화의 기지로 실패하며, 이를 무마하기 위해 범한으로 가장해 거짓 상소를 꾸몄다가 발각되어 처벌된다.

- 천자(가정제)

- 유성희(兪聖禧)

- 여진흥: 일명 안남왕. 서산해와 동맹을 맺었다가 화진에게 감화되어 아군이 된다.

- 서산해(徐山海): 화천왕으로 자칭하고 반란을 일으킨 해적으로 화진에게 토벌된다.